# Estany de Sant Maurici
Estany de Sant Maurici är en sjö i Spanien.   Den ligger i provinsen Província de Lleida och regionen Katalonien, i den nordöstra delen av landet, 500 km nordost om huvudstaden Madrid. Estany de Sant Maurici ligger 1 912 meter över havet. Arean är 0,12 kvadratkilometer. Trakten runt Estany de Sant Maurici består i huvudsak av gräsmarker. Den sträcker sig 0,3 kilometer i nord-sydlig riktning, och 0,8 kilometer i öst-västlig riktning.